# Provincie Kuširo
Provincie Kuširo (japonsky: 釧路国; Kuširo no kuni) byla krátce existující japonská provincie ležící na ostrově Hokkaidó. Na jejím území se dnes rozkládá podprefektura Kuširo a část podprefektury Abaširi.
Provincie vznikla 15. srpna 1869 a skládala se ze 7 okresů. V roce 1872 při sčítání lidu činila populace provincie 1 734 osob. V roce 1882 byly provincie na ostrově Hokkaidó zrušeny.

## Okresy
- Abaširi (網尻郡)
- Akan (阿寒郡)
- Akkeši (厚岸郡)
- Ašoro (足寄郡)
- Kawakami (川上郡)
- Kuširo (釧路郡)
- Širanuka (白糠郡)